# Melanostoma pedius
Melanostoma pedius är en tvåvingeart som först beskrevs av Walker 1852.  Melanostoma pedius ingår i släktet gräsblomflugor, och familjen blomflugor. Inga underarter finns listade i Catalogue of Life.